# Vanuatu-Kriegskeule
Die Vanuatu-Kriegskeule  ist eine Schlagwaffe der Einwohner Vanuatus. Es sind zwei verschiedene Formen beschrieben.

## Längere Form
Die Kriegskeule besteht aus dunklem Hartholz. Sie ist rund und wird vom Knauf zum Schlagkopf breiter. Das obere Ende des Schlagkopfes ist pilzförmig. Kurz vor dem oberen Ende des Schlagkopfes sind mehrere kugelartige Vorsprünge ausgearbeitet. Die gesamte Keule ist poliert. Der Knauf ist kugelförmig, so dass sich eine phallusartige Form ergibt. Die Vanuatu-Kriegskeule wurde von den Ethnien des Vanuatu-Archipels (bis 1980 Neue Hebriden) benutzt.

## Kürzere Form
Diese Kriegskeule ist gerade und besteht aus Hartholz. Am oberen Ende ist ein Schlagkopf ausgearbeitet, der breiter als der Schaft der Keule ist. Der Schlagkopf ist rund und mit mehreren Vorsprüngen versehen, die die Schlagwirkung der Keule verstärken sollen. Am unteren oder auch am oberen Ende des Schafts sind oft zugespitzte, pilzförmige Abschlüsse angebracht, die zur Zier und zum Schlag dienen. Es gibt verschiedene Versionen, die in Länge und Dekoration variieren. Felix Speiser gibt für die kürzere Form eine maximale Länge von 100 cm an.